# Arnold I de Flandes
Arnold I de Flandes, dit també Arnold el Gran, Arnold el Ric o encara Arnold el Vell (~873 - 27 de març de 965), va ser comte de Flandes del 918 al 958, i altre cop després a la mort del seu fill, Balduí III de Flandes del 961 al 965.

## Família
Fill de Balduí el Calb i d'Elftruda, Ælfthryth o Elfrida de Wessex.
|  |                                                |  |  |  |  |  |  |  |  |  |  |  |  |  |  |  |
|  | Lidéric ?                                      |  |  |  |  |  |  |  |  |  |  |  |  |  |  |  |
|  |                                                |  |  |  |  |  |  |  |  |  |  |  |  |  |  |  |
|  |                                                |  |  |  |  |  |  |  |  |  |  |  |  |  |  |  |
|  | Odacre                                         |  |  |  |  |  |  |  |  |  |  |  |  |  |  |  |
|  |                                                |  |  |  |  |  |  |  |  |  |  |  |  |  |  |  |
|  |                                                |  |  |  |  |  |  |  |  |  |  |  |  |  |  |  |
|  | Balduí I de Flandes                            |  |  |  |  |  |  |  |  |  |  |  |  |  |  |  |
|  |                                                |  |  |  |  |  |  |  |  |  |  |  |  |  |  |  |
|  |                                                |  |  |  |  |  |  |  |  |  |  |  |  |  |  |  |
|  | Balduí II de Flandes                           |  |  |  |  |  |  |  |  |  |  |  |  |  |  |  |
|  |                                                |  |  |  |  |  |  |  |  |  |  |  |  |  |  |  |
|  |                                                |  |  |  |  |  |  |  |  |  |  |  |  |  |  |  |
|  | Lluís el Pietós                                |  |  |  |  |  |  |  |  |  |  |  |  |  |  |  |
|  |                                                |  |  |  |  |  |  |  |  |  |  |  |  |  |  |  |
|  |                                                |  |  |  |  |  |  |  |  |  |  |  |  |  |  |  |
|  | Carles II el Calb                              |  |  |  |  |  |  |  |  |  |  |  |  |  |  |  |
|  |                                                |  |  |  |  |  |  |  |  |  |  |  |  |  |  |  |
|  |                                                |  |  |  |  |  |  |  |  |  |  |  |  |  |  |  |
|  | Judit de Baviera                               |  |  |  |  |  |  |  |  |  |  |  |  |  |  |  |
|  |                                                |  |  |  |  |  |  |  |  |  |  |  |  |  |  |  |
|  |                                                |  |  |  |  |  |  |  |  |  |  |  |  |  |  |  |
|  | Judit de França                                |  |  |  |  |  |  |  |  |  |  |  |  |  |  |  |
|  |                                                |  |  |  |  |  |  |  |  |  |  |  |  |  |  |  |
|  |                                                |  |  |  |  |  |  |  |  |  |  |  |  |  |  |  |
|  | Eudes d'Orleans                                |  |  |  |  |  |  |  |  |  |  |  |  |  |  |  |
|  |                                                |  |  |  |  |  |  |  |  |  |  |  |  |  |  |  |
|  |                                                |  |  |  |  |  |  |  |  |  |  |  |  |  |  |  |
|  | Ermentruda d'Orleans (filla d'Eudes d'Orleans) |  |  |  |  |  |  |  |  |  |  |  |  |  |  |  |
|  |                                                |  |  |  |  |  |  |  |  |  |  |  |  |  |  |  |
|  |                                                |  |  |  |  |  |  |  |  |  |  |  |  |  |  |  |
|  | Engeltruda de Fézensac                         |  |  |  |  |  |  |  |  |  |  |  |  |  |  |  |
|  |                                                |  |  |  |  |  |  |  |  |  |  |  |  |  |  |  |
|  |                                                |  |  |  |  |  |  |  |  |  |  |  |  |  |  |  |
|  | Arnold I de Flandes                            |  |  |  |  |  |  |  |  |  |  |  |  |  |  |  |
|  |                                                |  |  |  |  |  |  |  |  |  |  |  |  |  |  |  |
|  |                                                |  |  |  |  |  |  |  |  |  |  |  |  |  |  |  |
|  | Egbert de Wessex                               |  |  |  |  |  |  |  |  |  |  |  |  |  |  |  |
|  |                                                |  |  |  |  |  |  |  |  |  |  |  |  |  |  |  |
|  |                                                |  |  |  |  |  |  |  |  |  |  |  |  |  |  |  |
|  | Ethelwulf                                      |  |  |  |  |  |  |  |  |  |  |  |  |  |  |  |
|  |                                                |  |  |  |  |  |  |  |  |  |  |  |  |  |  |  |
|  |                                                |  |  |  |  |  |  |  |  |  |  |  |  |  |  |  |
|  | Redburga ?                                     |  |  |  |  |  |  |  |  |  |  |  |  |  |  |  |
|  |                                                |  |  |  |  |  |  |  |  |  |  |  |  |  |  |  |
|  |                                                |  |  |  |  |  |  |  |  |  |  |  |  |  |  |  |
|  | Alfred el Gran                                 |  |  |  |  |  |  |  |  |  |  |  |  |  |  |  |
|  |                                                |  |  |  |  |  |  |  |  |  |  |  |  |  |  |  |
|  |                                                |  |  |  |  |  |  |  |  |  |  |  |  |  |  |  |
|  | Oslac ?                                        |  |  |  |  |  |  |  |  |  |  |  |  |  |  |  |
|  |                                                |  |  |  |  |  |  |  |  |  |  |  |  |  |  |  |
|  |                                                |  |  |  |  |  |  |  |  |  |  |  |  |  |  |  |
|  | Osburga                                        |  |  |  |  |  |  |  |  |  |  |  |  |  |  |  |
|  |                                                |  |  |  |  |  |  |  |  |  |  |  |  |  |  |  |
|  |                                                |  |  |  |  |  |  |  |  |  |  |  |  |  |  |  |
|  | Ælfthryth                                      |  |  |  |  |  |  |  |  |  |  |  |  |  |  |  |
|  |                                                |  |  |  |  |  |  |  |  |  |  |  |  |  |  |  |
|  |                                                |  |  |  |  |  |  |  |  |  |  |  |  |  |  |  |
|  | Æthelred Mucill                                |  |  |  |  |  |  |  |  |  |  |  |  |  |  |  |
|  |                                                |  |  |  |  |  |  |  |  |  |  |  |  |  |  |  |
|  |                                                |  |  |  |  |  |  |  |  |  |  |  |  |  |  |  |
|  | Ealhswith                                      |  |  |  |  |  |  |  |  |  |  |  |  |  |  |  |
|  |                                                |  |  |  |  |  |  |  |  |  |  |  |  |  |  |  |
|  |                                                |  |  |  |  |  |  |  |  |  |  |  |  |  |  |  |

El 934, segellant així la seva reconciliació amb Heribert II de Vermandois, el seu pare el va fer casar-se amb Adela de Vermandois (o Alix de Vermandois) (vers 915 -960), filla d'aquest darrer i d'Adela de França. Van tenir 5 fills:
- Elftruda, nascuda vers el 932, casada el 964 amb Sigfrid I de Guines (? 965), senyor de Guines. Van tenir dos fills:
  - Ardolf I de Guines (vers 966 -després de 996)
  - Hawisa de Guines (vers 958- ?)
- Hildegarda (934 -990), casada vers 943 amb Teodoric II d'Holanda (o Dirk II d'Holanda) (930 † 988), comte de Frísia Occidental. Van tenir tres fills:
  - Arnold de Frísia Occidental (Gant 951 - 993), comte de Frísia
  - Egbert de Trèveris (951 - 993), canceller imperial i arquebisbe de Trèveris
  - Herlinda (953 - 1012), abadessa d'Egmont i de Bennebrock
- Egbert (937 -953)
- Lutgarda (938 - 964), casada el 950 a Wichmann II de Gant, comte d'Hamaland i de Gant. Van tenir quatre fills:
  - Teodoric I de Gant (després de 950- ?), comte de Gant
  - Wichmann de Gant (després del 951- ?)
  - Adela de Gant (vers 955 -1017)
  - Lutgarda de Gant (v. 955-?)
- Balduí III (940 -962), comte de Flandes, casat amb Matilde Billung (?- 1008). Van tenir un fill:
  - Arnold II de Flandes (vers 961 - 30 de març de 987)

## Regnat
Al començament del seu govern, es va col·locar del costat carolingi i va sostenir a Carles el Simple en el moment de la batalla de Soissons (923). Sostingué després a Raül de Borgonya contra el duc normand Rol·ló. El 928 Sigfrid el Danès (Sigfrid I de Guines) i els seus normands s'apoderaren de Guînes, i Arnold va renunciar al contraatac i va lliurar la seva filla Elftruda en matrimoni al pirata normand, al que va investir com a comtat de Guines, vassall del comte de Flandes.
Intentant ampliar el seu domini es va apoderar entre altres del castell de Mortagne (al Tournaisis) el 931. El 933, a la mort del seu germà Adolf, prengué possessió de la rica abadia de Saint-Bertin, que atribuirà el 943 a Gerard, ja abat de Sant Pere de Gant, reservant-se tanmateix per a ell mateix Calais.
En principi aliat d'Hug el Gran i del futur emperador i rei de Germània Otó I contra el carolingi Lluís IV de França dit Lluís IV d'Ultramar, va conquerir Montreuil al seu comte legítim Herluí, que se la va recuperar amb l'ajuda del duc Guillem I de Normandia, conegut com a Guillem Llarga Espasa. El 942, en el moment d'una entrevista a Pecquigny, Arnold va instigar l'assassinat de Guillem, i després ca organitzar una coalició contra el seu hereu. Ricard I de Normandia, en la qual entraren Otó I i Lluís IV, dels quals va esdevenir un fidel aliat.
Seguint el consell d'Arnold, Otó va posar setge a Rouen. Però fou un fracàs, ressentit pel rei de Germània que al setge va perdre al seu nebot. Sentint que els seus aliats es començaven a tornar contra ell, Arnold va aixecar el camp. Despitat, Otó va envair els estats del seu antic aliat. Gant fou destruïda. Otó hi va fer construir el " Novum Castrum " del qual la guarda fou donada a Wichmann II de Gant, i va fer cavar la "fossa otoniana" delimitant les possessions imperials a Flandes. Finalment reconciliats, Otó va deixar la sobirania feudal del castrum a Arnold, que va casar la seva filla Lutgarda amb Wichmann. Montreuil fou definitivament adquirida el 948. Entre temps, Arras fou presa igualment (932). Després fou Douai (Castrum Duacum) el 950, on el comte va fer erigir la col·legial de Saint-Amé.
El 958, el comte de Flandre convoca una assemblea dels Estats a Gant, en el transcurs de la qual va transferir el govern del comtat al seu fill Balduí III de Flandes. Després de la mort prematura d'aquest últim, i tenint el seu net Arnold II només dotze anys (961), reprengué el càrrec de comte. Va morir tres anys i mig més tard, a l'edat venerable de 92 anys, encara havent augmentat el comtat amb el domini eclesiàstic de Lambres, promès pel bisbe de Cambrai a canvi de la seva ajuda contra els gremis de Cambrai revoltats.
Va fundar l'església de Torhout; va establir un capítol a Sant Donat de Bruges; i va construir la capella de Sant Joan a Gant. Va cridar a Sant Gerard de Brogne per reformar diversos monestirs dins els seus estats: les dues abadies de Gant (Saint-Bavon i Saint-Pierre), i les de Saint-Bertin, Saint-Omer i Saint-Amand.